# چو جین وونگ
چو جین وونگ (انگلیسی: Cho Jin-woong؛ زادهٔ ۲ آوریل ۱۹۷۶) یک هنرپیشه اهل کره جنوبی است.
از فیلم‌ها یا برنامه‌های تلویزیونی که وی در آن نقش داشته است می‌توان به کنیز اشاره کرد.